# Jurian Hobbel
Jurian Hobbel (Nieuwe-Tonge, 12 februari 2000) is een Nederlands voetballer die als verdediger voor SteDoCo speelt.

## Carrière
Jurian Hobbel speelde in de jeugd van Sparta Rotterdam en FC Dordrecht. In de winterstop van het seizoen 2019/20 maakte hij de overstap van Jong FC Dordrecht naar de eerste selectie, maar debuteerde pas in het seizoen 2020/21. Dit debuut vond plaats op 25 september 2020, in de met 2-0 gewonnen thuiswedstrijd tegen Jong AZ. In mei 2022 raakte bekend dat hij de overstap maakte naar SteDoCo.

### Statistieken
| Seizoen                        | Club           | Land           | Competitie     | Competitie | Competitie | Beker | Beker | Totaal | Totaal |
| Seizoen                        | Club           | Land           | Competitie     | Wed.       | Dlp.       | Wed.  | Dlp.  | Wed.   | Dlp.   |
| ------------------------------ | -------------- | -------------- | -------------- | ---------- | ---------- | ----- | ----- | ------ | ------ |
| 2019/20                        | FC Dordrecht   | Nederland      | Eerste divisie | 0          | 0          | 0     | 0     | 0      | 0      |
| 2020/21                        | FC Dordrecht   | Nederland      | Eerste divisie | 3          | 0          | 0     | 0     | 3      | 0      |
| Carrièretotaal                 | Carrièretotaal | Carrièretotaal | Carrièretotaal | 3          | 0          | 0     | 0     | 3      | 0      |
| Bijgewerkt op 15 november 2020 |                |                |                |            |            |       |       |        |        |